# Bão Catarina (2004)
Bão Catarina năm 2004 là một cơn bão nhiệt đới cực kỳ hiếm ở Nam Đại Tây Dương đã tấn công miền Nam Brazil vào cuối tháng 3 năm 2004. Cơn bão phát triển từ một máng lạnh trên front lạnh vào ngày 12 tháng 3. Gần một tuần sau, vào ngày 19 tháng 3, một sự xáo trộn phát triển dọc theo máng và đi về phía đông-đông nam cho đến ngày 22 tháng 3 khi một sườn núi dừng lại chuyển động về phía trước của sự xáo trộn. Sự xáo trộn trong một môi trường thuận lợi bất thường với một chút gió trung bình dưới mức trung bình và nhiệt độ bề mặt biển trung bình. Sự kết hợp của cả hai dẫn đến một sự chuyển tiếp chậm từ một cơn lốc xoáy nhiệt đới sang một cơn bão cận nhiệt đới vào ngày 24 tháng 3. Cơn bão tiếp tục có những đặc điểm nhiệt đới và trở thành cơn bão nhiệt đới vào ngày hôm sau trong khi gió tăng đều. Cơn bão đạt tốc độ gió 75 dặm/giờ (tương đương 120 km/h) - tương đương với cơn bão cấp 1 hạng nhỏ trên thang Saffir-Simpson — vào ngày 26 tháng 3. Vào thời điểm này, nó đã được đặt tên không chính thức là Catarina và cũng là cơn bão đầu tiên- sức mạnh xoáy lốc nhiệt đới từng được ghi nhận ở miền Nam Đại Tây Dương. Các điều kiện thuận lợi bất thường tồn tại và Catarina tiếp tục tăng cường và ước tính đạt đỉnh với gió 85 dặm/giờ (137 km/h) vào ngày 28 tháng 3. Trung tâm của cơn bão đổ bộ vào cuối ngày tại thời điểm giữa các thành phố Passo de Torres và Balneário Gaivota, Santa Catarina. Catarina nhanh chóng suy yếu khi đổ bộ và tan vào ngày hôm sau.

## Lịch sử khí tượng

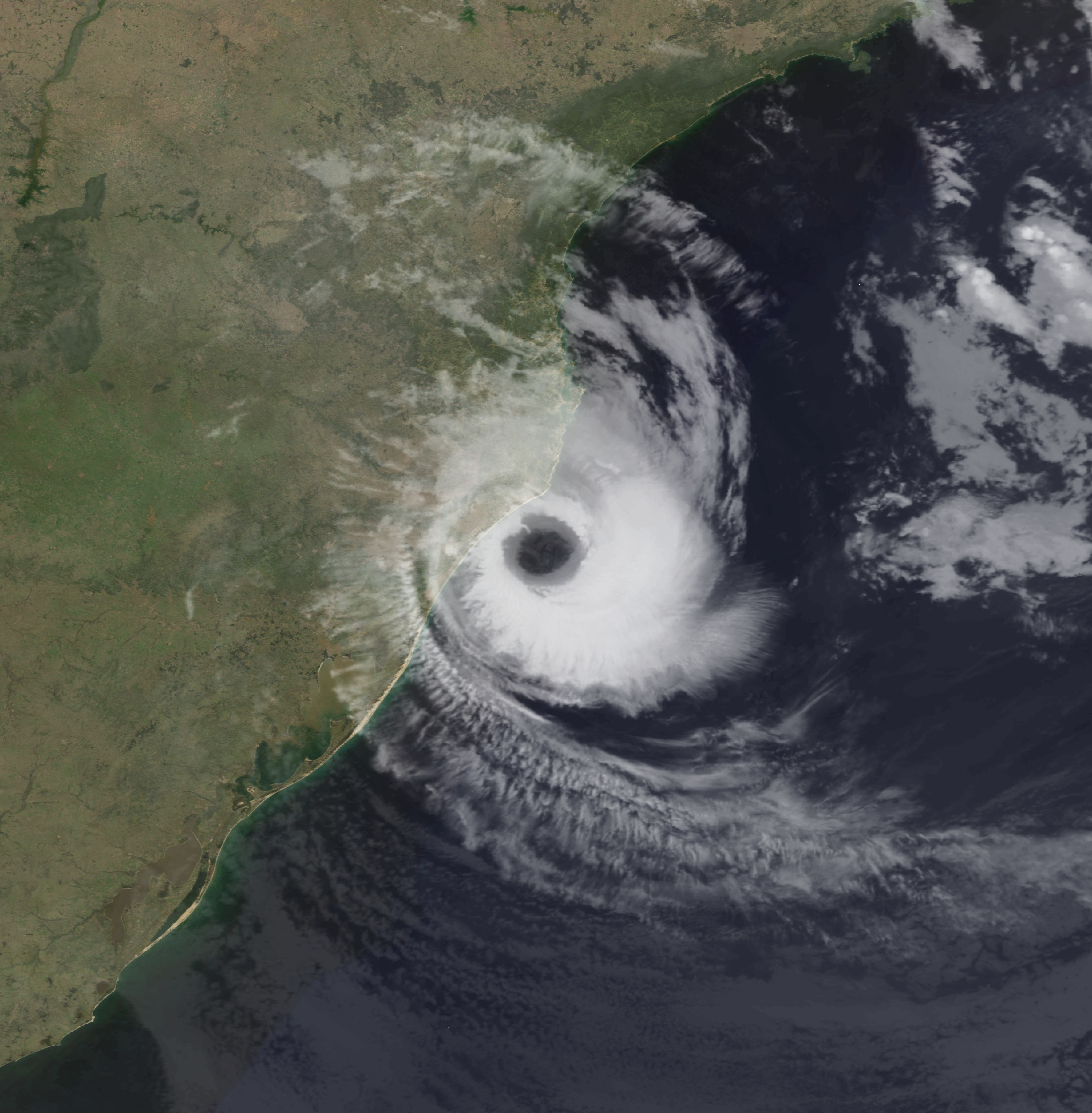
Bão Catarina khi đổ bộ đất liền Brasil

Một vùng nhiễu động nhiệt đới được hình thành trong máng vào ngày 19 tháng 3, và di chuyển đông-đông nam cho đến ngày 22, khi một sườn núi ở phía đông nam của nó giữ cho nó đứng yên. Với gió trên cao đặc biệt thuận lợi tuy rằng nhiệt độ nước biển hơi thấp hơn trung bình, nếu hơi ấm, nhiệt độ nước từ 24 đến 26 °C (75 đến 79 °F), nó dần dần phát triển, giống như một cơn bão cận nhiệt đới vào ngày 24. Nằm cách 630 km về phía đông nam của Florianópolis, nó hướng về phía tây từ từ về phía tây, và dường như trở thành một cơn bão nhiệt đới vào ngày 25 tháng 3. Một cơn bão nhỏ, nó tiếp tục về phía tây trong khi tăng cường đều đặn. Cấu trúc của cơn bão tiếp tục được cải thiện và do một tính năng rõ ràng về mắt trên vệ tinh, cơn bão đã được xác định là đã trở thành cơn bão tương đương với cơn bão vào ngày 26 tháng 3. Một tờ báo Brazil có một tiêu đề "Furacão Catarina" (tức là "cơn bão đe dọa nhà nước Santa Catarina"). Một phần vì tiêu đề này, cơn bão không chính thức tên là Catarina. Nó tiếp tục gặp phải những điều kiện thuận lợi và đạt đến đỉnh cao nhất là 85 mph (137 km/h) gió được duy trì ước tính vào ngày 28, khiến cơn bão tương đương với cơn bão loại 1 trên thang bão Saffir-Simpson. Gió giật đạt đỉnh vào khoảng 121 mph (195 km/h). Cơn bão đổ vào bờ biển phía nam của Santa Catarina và đông bắc Rio Grande do Sul với gió lên tới 195 km/h qua đêm. Sau khi đổ bộ, Catarina nhanh chóng tiêu tan trên đất liền, theo cách bình thường của một cơn bão nhiệt đới.

## Những thiệt hại
Vì Catarina là cơn bão nhiệt đới đầu tiên đổ bộ vào Brazil kể từ khi bắt đầu các hồ sơ đáng tin cậy, và do đó cơ sở hạ tầng và dân số không được chuẩn bị cụ thể cho nó, thiệt hại khá nghiêm trọng. Mặc dù cơn bão là một sự kiện chưa từng có, các quan chức Brazil đã thực hiện các hành động thích hợp và cảnh báo công chúng về cơn bão đang đến gần. Cư dân chú ý đến các cảnh báo và chuẩn bị cho cơn bão bằng cách di tản hoặc bằng cách lái xe ra khỏi nhà của họ. Catarina đã phá hủy 1.500 ngôi nhà và phá hủy khoảng 40.000 ngôi nhà khác. Các sản phẩm nông nghiệp bị thiệt hại nghiêm trọng: 85% cây chuối và 40% lúa bị mất trong cơn bão. Ba người đã được xác nhận đã chết trong cơn bão và 185 người khác bị thương. Thiệt hại từ cơn bão lên tới 350 triệu USD (2004 USD).

## Đặt tên cho bão
Các nhà khí tượng học của Brazil đặt tên cho cơn bão Catarina gần với (và cuối cùng đổ bộ gần) bang Santa Catarina, mặc dù các nhà dự báo chính phủ ban đầu phủ nhận rằng có cơn bão, rõ ràng là có một mắt mở và nhiều hình thái nhiệt đới khác, là một cơn bão. Hơn một năm sau khi cơn bão đổ bộ, các nhà khí tượng học của Brazil cuối cùng đã phân loại bão như một cơn bão nhiệt đới.
Các nhà dự báo Bắc Mỹ, tuy nhiên ngạc nhiên như họ, đã coi cơn bão này là một cơn bão ngay lập tức khi xem xét bằng chứng có nguồn gốc từ vệ tinh. Vì Catarina có cấu trúc mắt rõ ràng bị bao phủ bởi các dải sâu, trung tâm dày đặc, các dải bên ngoài xoắn ốc được xác định rõ ràng và cấu trúc dòng chảy, nhiệt độ nước ấm 79 °F (26 °C), ít cắt, lõi ấm thấp, đặc điểm nhiệt đới tổng thể, và xảy ra vào tháng Ba (tương đương với tháng Chín ở Bắc bán cầu, đỉnh cao của mùa bão), nó được coi là một cơn bão của Trung tâm Bão Quốc gia Hoa Kỳ.
Mặc dù nó thường được gọi là Catarina, tất cả các tên cho cơn bão này là "không chính thức", trong đó không có cơ quan khí tượng liên kết của Tổ chức Khí tượng Thế giới theo dõi các cơn bão đặt tên nó. (Tên xoáy bão nhiệt đới được xác định trước bởi một ủy ban quốc tế của Tổ chức khí tượng thế giới). Nó cũng được gọi là bão "Aldonça", và tên tư vấn cho nó là "01T-ALPHA" từ Vương quốc Anh Văn phòng, và "50L" từ Trung tâm Bão Quốc gia Hoa Kỳ, giữ nó bên ngoài chỉ định bình thường, bắt đầu từ 01L cho các cơn bão có tên và sử dụng 90L đến 99L cho các nhiễu động nhiệt đới.